# Enrique Cedillo
Enrique de Jesús Cedillo Ortiz (Ciudad de México, México, 8 de abril de 1996) es un futbolista mexicano. Juega de defensa central y su último equipo fue el Atlético Morelia de la Liga de Expansión MX.

## Trayectoria
Inició su carrera en las divisiones inferiores del Club América. Para el torneo Apertura 2017, fue registrado con el primer equipo bajo la dirección de Miguel Herrera. Debutó en la Primera División el 22 de julio de 2017 como titular en el encuentro entre América y Querétaro. Durante esa temporada, disputó únicamente dos partidos más, ambos correspondientes a la Copa México.
Para el comienzo de la temporada 2018-19, se incorporaría a los Coyotes de Tlaxcala en calidad de préstamo, para disputar la Serie A de México, tercera categoría del fútbol mexicano. En este equipo logró consolidarse como titular, disputando 24 partidos y anotando su primer gol el 16 de marzo de 2019 frente a Yalmakan Fútbol Club. El equipo finalizó la temporada en la posición 19, por lo que se perdería la oportunidad de ascender.
Para la siguiente campaña, permaneció en la misma categoría pero ahora con el Club Deportivo Irapuato, que anunció su fichaje el 22 de julio de 2019 a través de redes sociales. Con Irapuato participó en 19 partidos, acumulando un total de 1581 minutos jugados, dos goles y seis tarjetas amarillas.
En el siguiente ciclo futbolístico, cambió nuevamente de equipo, esta vez uniéndose al Celaya Fútbol Club de la Liga de Expansión MX. Permaneció durante dos años con la institución, disputando 58 encuentros, marcando un gol y alcanzando en dos ocasiones las semifinales del torneo.
De cara al Apertura 2022, se integró como agente libre al Mazatlán Fútbol Club, marcando así su regreso a la Primera División del fútbol mexicano. Sin embargo, no logró consolidarse como titular, participando únicamente en 10 de los 34 partidos disputados por el equipo durante el año.
En el año 2023, el Club Atlético Morelia anunció su fichaje. Con el conjunto michoacano disputó 27 encuentros; no obstante, antes de concluir el torneo Clausura 2024, fue separado del plantel de manera definitiva por una falta al reglamento interno del club.

## Estadísticas

### Clubes
Actualizado al último partido jugado el 29 de marzo de 2024.
| C. América · México     |               |               |     |   |   |   |   |    |     |      |      |
| 1ª                      | 2017-18       | 1             | 0   | 2 | 0 | — | — | 3  | 0   | 0.00 |      |
| Total club              | Total club    | 1             | 0   | 2 | 0 | 0 | 0 | 3  | 0   | 0.00 |      |
| Tlaxcala F. C. · México |               |               |     |   |   |   |   |    |     |      |      |
| 3ª                      | 2018-19       | 24            | 2   | — | — | — | — | 24 | 2   | 0.08 |      |
| Total club              | Total club    | 24            | 2   | 0 | 0 | 0 | 0 | 24 | 2   | 0.08 |      |
| C. D. Irapuato · México |               |               |     |   |   |   |   |    |     |      |      |
| 3ª                      | 2019-20       | 19            | 2   | — | — | — | — | 19 | 2   | 0.10 |      |
| Total club              | Total club    | 19            | 2   | 0 | 0 | 0 | 0 | 19 | 2   | 0.10 |      |
| Celaya F. C. · México   |               |               |     |   |   |   |   |    |     |      |      |
| 2ª                      | 2020-21       | 32            | 1   | — | — | — | — | 32 | 1   | 0.03 |      |
| 2ª                      | 2021-22       | 26            | 0   | — | — | — | — | 26 | 0   | 0.00 |      |
| Total club              | Total club    | 58            | 1   | 0 | 0 | 0 | 0 | 58 | 1   | 0.01 |      |
| Mazatlán F. C. · México |               |               |     |   |   |   |   |    |     |      |      |
| 1ª                      | 2022-23       | 10            | 0   | — | — | — | — | 10 | 0   | 0.00 |      |
| Total club              | Total club    | 10            | 0   | 0 | 0 | 0 | 0 | 10 | 0   | 0.00 |      |
| C. A. Morelia · México  |               |               |     |   |   |   |   |    |     |      |      |
| 2ª                      | 2023-24       | 27            | 2   | — | — | — | — | 27 | 2   | 0.07 |      |
| Total club              | Total club    | 27            | 2   | 0 | 0 | 0 | 0 | 27 | 2   | 0.07 |      |
| Total carrera           | Total carrera | Total carrera | 139 | 7 | 2 | 0 | 0 | 0  | 141 | 7    | 0.04 |
| 1. 2.                   |               |               |     |   |   |   |   |    |     |      |      |